# Varenholz
Varenholz ist eine Ortschaft der Gemeinde Kalletal im nordrhein-westfälischen Kreis Lippe in Deutschland.

## Lage
Die Ortschaft liegt im oberen Wesertal zwischen Vlotho und Rinteln in den südlichen Auewiesen am Fuß des Lipper Berglands. Die Weser floss einst direkt an der Ortschaft vorbei, inzwischen hat sich ihr Lauf nach Norden verlegt. Die Weser kann an dieser Stelle mit einer Gierseilfähre nach Veltheim überquert werden (Personen- und Fahrradfähre, Betrieb nur an Wochenenden und Feiertagen).

## Geschichte
In Varenholz befindet sich das Schloss Varenholz. 1188 wurde es erstmals als Besitz der Herren Vornholte genannt. 1924 wurde die Hochseilfähre Veltheim eingerichtet. 1925 ereignete sich dort das Veltheimer Fährunglück. Es ertranken hier 81 Soldaten der Reichswehr beim Übersetzen von Veltheim nach Varenholz, was bis heute als größtes Unglück des deutschen Heeres in Friedenszeiten gilt. Seitdem mussten alle Rekruten bei der Reichswehr und später bei der Wehrmacht das Schwimmen erlernen. Heute erinnert ein Denkmal an das Unglück. In den Jahren von 1945 bis 1949 wurde das Schloss Varenholz von der Universum Film (UFA)-Filmgesellschaft gemietet. Danach wurde es ein Internat, heute beherbergt es eine private Haupt- und Realschule mit Internat und ist im Eigentum des Landesverbandes Lippe.

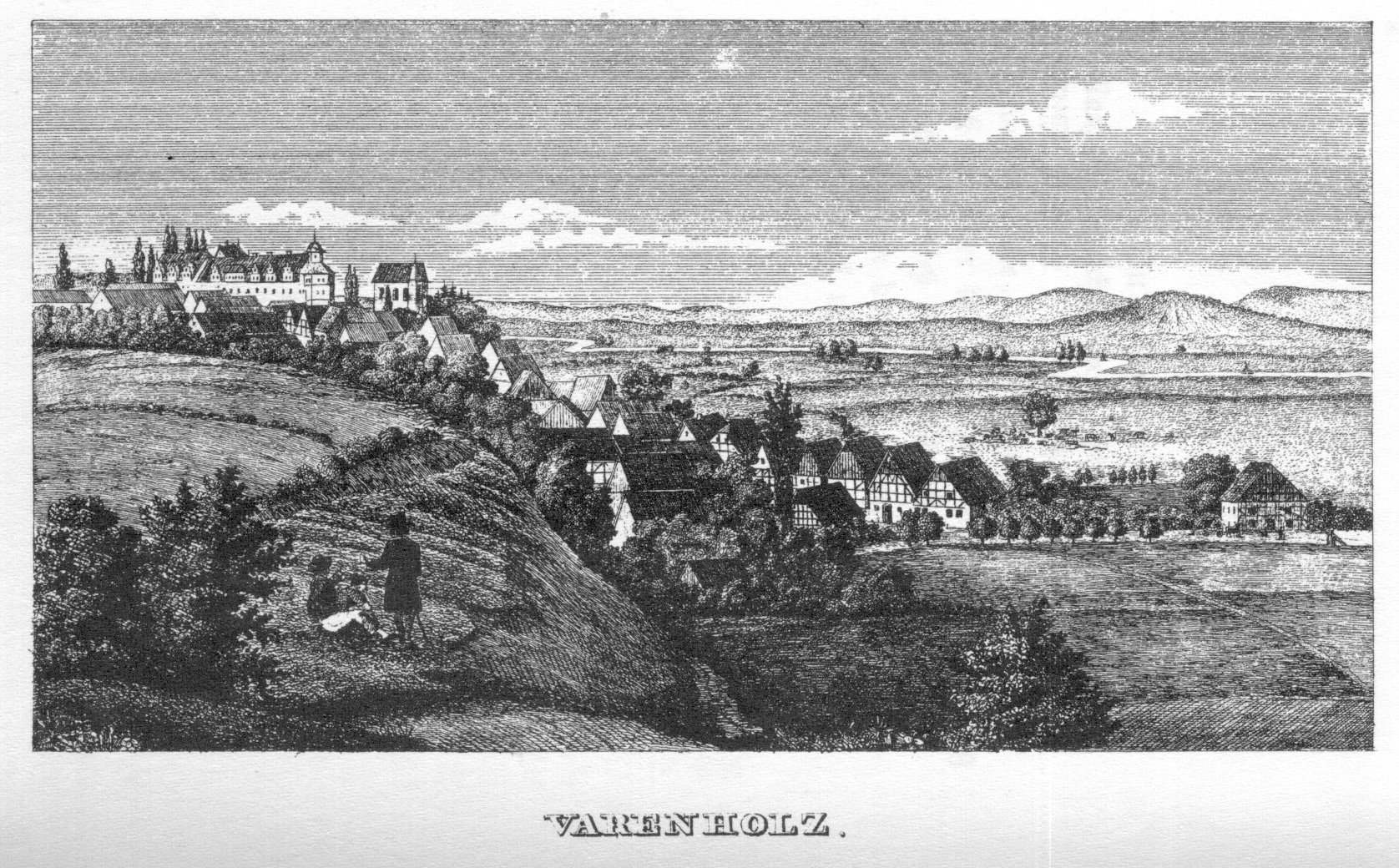
Varenholz um 1845 Lithografie von L. Niebour
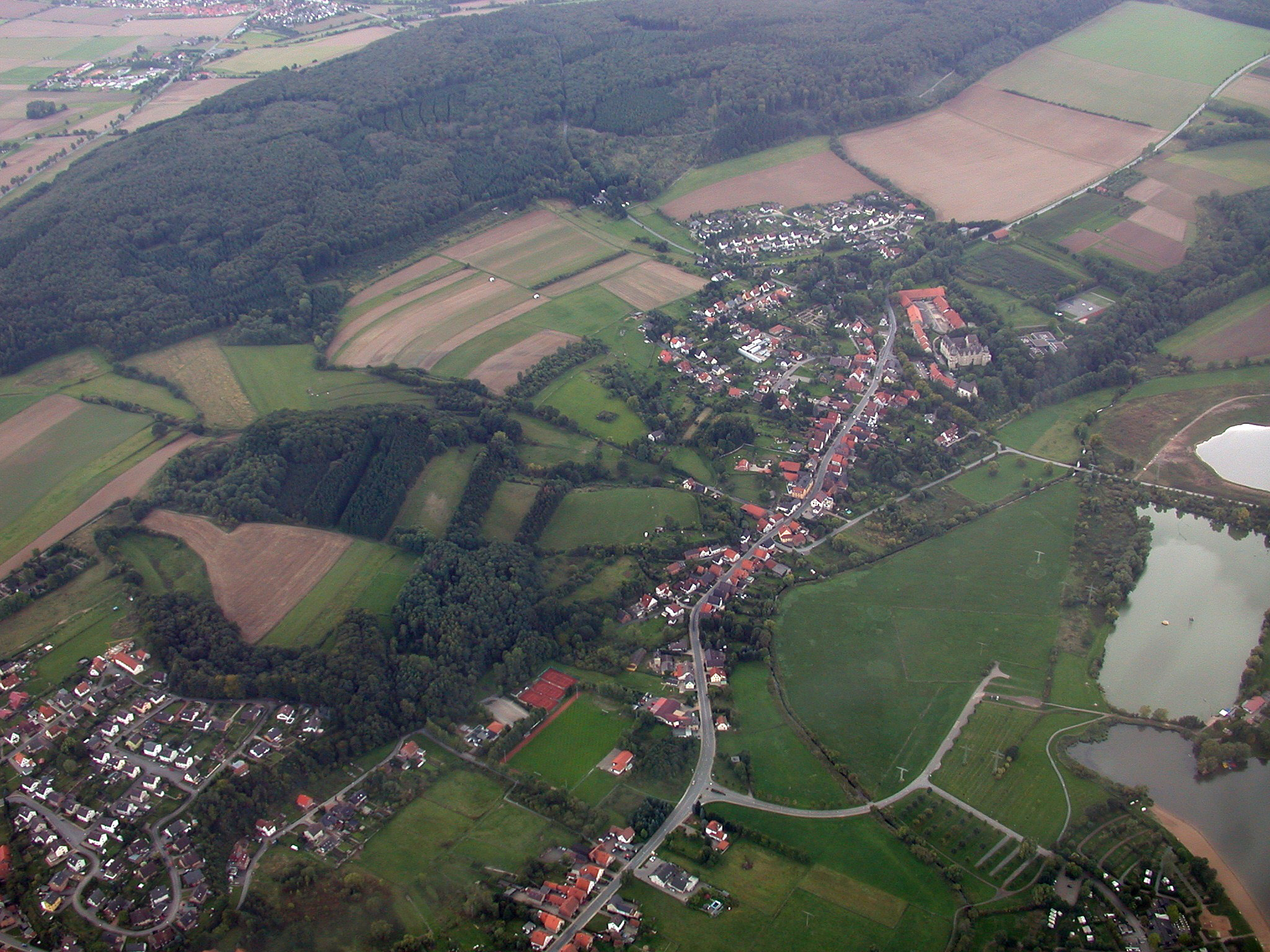
Luftbild von Varenholz (2003)
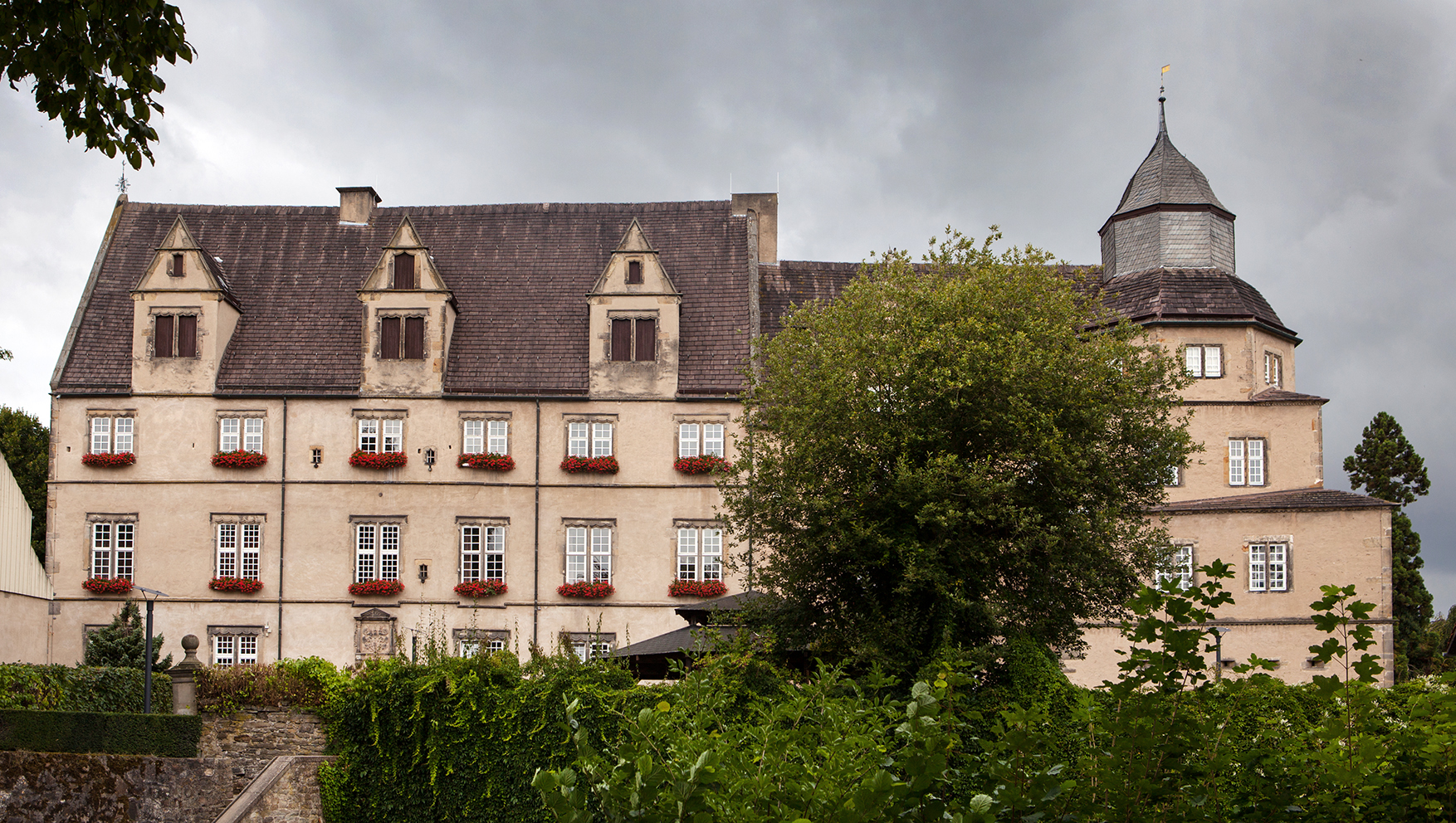
Schloss Varenholz (2012)

Varenholz wurde am 1. Januar 1969 in die Gemeinde Kalletal eingegliedert.

### Einwohnerentwicklung
| Jahr      | 1860 | 1939 | 1962 |
| Einwohner | 568  | 550  | 919  |
| --------- | ---- | ---- | ---- |

## Sehenswürdigkeiten
- Das Weserfreizeitzentrum bei Varenholz mit Wasserski-Anlage und Campingplatz ist im Sommer einer der Hauptanziehungspunkte der Umgebung.
- Nordwestlich der Ortsmitte, steht über dem Herrengraben die rund 60 Meter lange und wohl 1753 aus Bruchsteinen erbaute Steingewölbebrücke, die letzte Zeugin der einst bedeutenden Weidewirtschaft in der Weseraue.[4][5]

## Persönlichkeiten
- Rainer Brinkmann (* 1958), deutscher Politiker